# Antonio Navarro Manzanares
Antonio Navarro Manzanares (Almazora, Castellón, España; 29 de octubre de 1948) fue un futbolista español que se desempeñaba como centrocampista.

## Clubes
| Club         | País   | Año         |
| ------------ | ------ | ----------- |
| CD Castellón | España | 1970 - 1980 |